# جوليان إيباه
جوليان جيروم إيباه (بالفرنسية: Julien Ebah)‏، لاعب كرة قدم كاميرون .
لعب سابقاً في نادي الخور القطري ونادي الشعلة السعودي .

## روابط خارجية
- جوليان إيباه على موقع قاعدة بيانات كرة القدم.إي يو (الإنجليزية)
- جوليان إيباه على موقع ناشيونال فوتبول تيمز (الإنجليزية)
- جوليان إيباه على موقع Soccerway.com (الإنجليزية)